# Сіпрієн-Проспер Бред
Сіпрієн-Проспер Брард — французький інженер-будівельник і мінералог, народився в місті Л'Егль 21 листопада 1786 року та помер у місті Ларден 28 листопада 1838 року.